# With Everything I Feel in Me
With Everything I Feel in Me è un album della cantante soul statunitense Aretha Franklin, pubblicato nel 1974 dalla Atlantic Records.

## Tracce
1. Without Love
2. Don't Go Breaking My Heart
3. When You Get Right Down to It
4. You'll Never Get to Heaven
5. With Everything I Feel in Me
6. I Love Every Little Thing About You
7. Sing It Again--Say It Again
8. All of These Things
9. You Move Me

## Formazione
- Aretha Franklin - voce, pianoforte
- Cornell Dupree - chitarra
- Steve Gadd - batteria
- Robbie McIntosh - percussioni
- Richard Tee - pianoforte, Fender Rhodes, organo Hammond
- Pat Rebillot - mellotron
- Hugh McCracken - chitarra
- Albhy Galuten - sintetizzatore
- Chuck Rainey - basso
- Bernard Purdie - batteria
- Ralph MacDonald - percussioni
- Gordon Edwards - basso
- Arif Mardin - sintetizzatore
- Hamish Stuart - percussioni
- Grady Tate - batteria
- Leon Pendarvis - organo Hamond
- Ken Bichel - sintetizzatore, pianoforte, Fender Rhodes
- Wayne Jackson - tromba
- Jack Hale - trombone
- Andrew Love - sassofono tenore
- Ed Logan - sassofono tenore
- James Mitchell - sassofono baritono
- Margaret Branch, Brenda Bryant - cori

Note aggiuntive
- Arif Mardin - produttore
- Jerry Wexler - produttore